# بارثولوميو جوسنولد
بارثولوميو جوسنولد (بالإنجليزية: Bartholomew Gosnold) بارثولوميو (22 أغسطس 1607 -1572).
كان محام إنجليزي، مستكشف، وقرصان والذي كان له دور أساسي في تأسيس شركة فرجينيا في لندن، وجيمس تاون في مستعمرة الولايات المتحدة . قاد أول بعثة أوروبية مسجلة إلى كيب كود.
هو في نظر جمعية الحفاظ على فرجينيا (المعروفة سابقا باسم جمعية فرجينيا للحفاظ على الآثار ) لكونه «المحرك الرئيسي للاستعمار في ولاية فرجينيا.»
ولد في Grundisburgh في سوفولك، إنكلترا عام 1572 ، وكان والداه أنتوني Gosnold ودوروثي بيكون. تخرج من جامعة كامبريدج ودرس القانون في معبد الشرق. وكان صديقا لريتشارد Hakluyt وأبحر مع والتر رالي.